# إيه في أمل
إيه في أمل هو ألبوم غنائي للمطربة اللبنانية فيروز، صدر في 6 أكتوبر 2010 في لبنان، وفي اليوم التالي ببقية بلدان العالم. وهو الألبوم الثامن والتسعون في مشوارها الفني، وما قبل الأخير لها حتى الآن.

## عن الألبوم
منذ إصدارها ألبوم ولا كيف سنة 2001 عادت فيروز إلى جمهورها بألبوم غنائي جديد صدر في 6 أكتوبر 2010، يتضمن إثنا عشر أغنية، ويحمل عنوان إيه في أمل.
الألبوم أصدرته شركة إكسترا ميوزيك وأنتجته السيدة فيروز وقامت بتوزيعه في لبنان شركة آرت لاين Art Line. بدأت فيروز بتسجيل أغاني الألبوم سنة 2003، ضم أغنيتين جديدتين هما «قال قايل» و«قصة زغيري كتير» من كلمات وألحان زياد الرحباني، تم بثهما على أمواج إذاعة جرس سكوب اللبنانية وإذاعة راديو مصر شهرا قبل إصدار الألبوم. وأغنية ثالثة بعنوان «إيه في أمل» حمل الألبوم اسمها وكتبها ولحنها ابن السيدة فيروز الفنان الأصيل زياد الرحباني كذلك. كما ضم الألبوم كذلك أغنية واحدة باللغة العربية الفصحى من شعر جبران خليل جبران هي أغنية «الأرض لكم». بقية أغاني الألبوم السبعة هي إعادة توزيع لأغان أدتها فيروز سابقا من التراث اللبناني وألحان الأخوين الرحباني، وأدرجت مع الأغاني العشر مقطوعتا «ديار بكر» و«تل الزعتر» من تلحين ابن فيروز الموسيقي زياد الرحباني.

## المبيعات والنقد
حقق ألبوم إيه في أمل نجاحًا نقديًا وتجاريًا كبيرا فور نزوله إلى الأسواق، إذ بيعت منه أزيد من 700 ألف في أقل من شهرين في لبنان وحدها، ناهيك عن ملايين النسخ المقرصنة وتحميلات الأغاني بشكل غير شرعي عبر المواقع الإلكترونية. وقد ظل الألبوم متربعا على قمة مبيعات الألبومات الغنائية في العالم العربي حتى فبراير 2011 محطمة بذلك أرقام مبيعات كل الفنانين العرب في العقد السابق منذ بداية القرن.
وكان الألبوم علامة مميزة أخرى في مسيرة فيروز المهنية والتعاون مع ابنها الملحن زياد الرحباني الذي ساندها في أزمة ما سمي بقضية إرث الأخوين الرحباني ومنع فيروز من الغناء. كما أن عودة فيروز إلى التسجيل في الاستوديو بعد سنوات من الإصدارات الحية شكل حدثا فنيا لدى عشاقها في كل البلدان العربية، وإن كان يبدو الأمر مغامرة فنية وتجارية كبيرة في ظل تقدم عمر الفنانة فيروز وبعدها عن الساحة الفنية لسنوات وركود سوق مبيعات الألبومات إلا أن النتيجة أبانت عن عمق ارتباط جمهور فيروز بفنها، وعن الرصيد الكبير من الثقة والمحبة التي تحظى بها فيروز لدى محبيها.
لم يتم توزيع الألبوم في المملكة العربية السعودية لعدم موافقة أي من شركات الإنتاج المحلية على نشره داخل البلاد، كما تأخر التوزيع في مصر لأسابيع. ومع ذلك قام المعجبون بتنزيل الألبوم بكثافة على الإنترنت للاستماع إلى أغانيها الجديدة.
ورغم هذا النجاح الكبير الذي حققه الألبوم لم يسلم من بعض المراجعات النقدية التي وجدت فيه تراجعا واضحا عن التجارب الفنية الرائدة عند فيروز، ومقامرة تجارية بالإرث العظيم لفيروز والأخوين الرحباني.

## أغاني الألبوم
| الرقم | الاغنية                    | كلمات            | الحان          | المدة | توزيع         |
| ----- | -------------------------- | ---------------- | -------------- | ----- | ------------- |
| 1     | قال قايل                   | زياد الرحباني    | زياد الرحباني  | 4:42  |               |
| 2     | قصة زغيري كتير             | زياد الرحباني    | زياد الرحباني  | 4:37  |               |
| 3     | كل ما الحكي                | زياد الرحباني    | زياد الرحباني  | 3:23  |               |
| 4     | كبيرة المزحة هاي           | زياد الرحباني    | زياد الرحباني  | 6:00  |               |
| 5     | الله كبير                  | زياد الرحباني    | زياد الرحباني  | 4:22  |               |
| 6     | الأرض لكم                  | جبران خليل جبران | زياد الرحباني  | 2:09  |               |
| 7     | ماشاورت حالي               | زياد الرحباني    | زياد الرحباني  | 3:04  |               |
| 8     | دياربكر (مقطوعة موسيقية)   |                  | زياد الرحباني  | 3:24  |               |
| 9     | البنت الشلبية              | من التراث        | من التراث      | 3:02  | زياد الرحباني |
| 10    | إيه في أمل                 | زياد الرحباني    | زياد الرحباني  | 4:16  |               |
| 11    | بكتب أساميهن               | الأخوين رحباني   | الأخوين رحباني | 2:43  |               |
| 12    | تل الزعتر (مقطوعة موسيقية) |                  | زياد الرحباني  | 4:20  |               |